# Австрия на «Евровидении-1990»
Австрия принимала участие в тридцать пятом выпуске телевизионного конкурса Евровидение-1990, который состоялся 5 мая в концертном зале имени Ватрослава Лисинского в Загребе, СР Хорватия, Югославия. Страну представляла певица Симона Штельцер с песней Keine Mauern mehr, написанной Марком и Нанной Берри на стихи Марио Ботацци. По итогам голосования Австрия заняла десятое место, набрав 58 очков. Тем самым, Keine Mauern mehr стала предшественницей австрийской заявки на Евровидение-1991 Venedig im Regen в исполнении Томаса Форстнера. Конкурс был показан на канале ORF eins с комментариями Барбары Стёкль. Глашатаем, объявлявшим очки австрийского жюри, была Тилия Херольд.

## До «Евровидения»

### Национальный финал
Австрийская телекомпания ORF отвечает за организацию и выбор заявки на Евровидение. В 1985-89 годах ORF выбирала и артиста, и песню для участия в конкурсе путём внутреннего отбора. В 1990 году вещатель объявил о том, что заявка от Австрии будет выбрана посредством национального финала. Он состоялся 15 марта в студии Z1 телецентра ORF в Вене. Ведущей стала Лиззи Энгстлер, которая представляла Австрию на Евровидение-1982 как участница дуэта Mess. Десять песен приняло участие в финале, а победитель определялся посредством комбинации голосов от жюри и телезрителей. Первоначально победителем стала группа Duett с песней Das Beste. Но через несколько дней после победы выяснилось, что похожая на Das Beste песня уже участвовала в немецком национальном отборе 1988 года. В результате Duett были дисквалифицированы. Симона Штельцер с песней Keine Mauern mehr была объявлена новым победителем. Среди конкурсантов присутствовал певец Ватерлоо, представлявший Австрию на Евровидение-1976 в дуэте Waterloo & Robinson.
| Порядок выступления | Исполнитель     | Название песни                  | Процент | Место |
| ------------------- | --------------- | ------------------------------- | ------- | ----- |
| 1                   | Алекс           | Freiheit                        | 16.3%   | 7     |
| 2                   | Gruppe Papageno | Papagena                        | 25.4%   | 3     |
| 3                   | Стефани Паскаль | Mit dir geh'n                   | 12.3%   | 9     |
| 4                   | Ника            | Ein kleiner Stern               | 16.4%   | 6     |
| 5                   | Ойген Прайс     | Tausend Feuer sind in mir       | 16.7%   | 5     |
| 6                   | Ватерлоо        | So ein wunderschönes Leben      | 23.8%   | 4     |
| 7                   | Эрвин Бросс     | Für Kinder sieht das anders aus | 12.7%   | 8     |
| 8                   | Duett           | Das Beste                       | 39.3%   | 1     |
| 9                   | Roxy            | Sandy                           | 9.9%    | 10    |
| 10                  | Симона Штельцер | Keine Mauern mehr               | 27.6%   | 2     |

## На «Евровидении»
Симона выступала под номером 20, между Италией и Кипром. Keine Mauern mehr была одной из многих песен на тему демократизации, либерализации, объединения Европы и падения «железного занавеса», прозвучавших в Загребе. По итогам голосования Австрия заняла десятое место, набрав 58 очков, включая 12 очков от Италии. 12 очков австрийское жюри присудило одному из вице-чемпионов конкурса, Ирландии. Рихард Остеррайхер был дирижёром во время исполнения австрийской заявки.

### Голосование
| Очки      | Страна                                    |
| --------- | ----------------------------------------- |
| 12 баллов | - Италия                                  |
| 10 баллов |                                           |
| 8 баллов  | - Великобритания - Югославия              |
| 7 баллов  | - Турция                                  |
| 6 баллов  | - Исландия                                |
| 5 баллов  | - Люксембург                              |
| 4 балла   |                                           |
| 3 балла   | - Франция                                 |
| 2 балла   | - Бельгия - Ирландия - Финляндия - Швеция |
| 1 балл    | - Нидерланды                              |

| Очки      | Страна         |
| --------- | -------------- |
| 12 баллов | Ирландия       |
| 10 баллов | Исландия       |
| 8 баллов  | Испания        |
| 7 баллов  | Италия         |
| 6 баллов  | Дания          |
| 5 баллов  | Люксембург     |
| 4 балла   | Бельгия        |
| 3 балла   | Германия       |
| 2 балла   | Франция        |
| 1 балл    | Великобритания |